# Jablanovec
Jablanovec är en ort i Kroatien.   Den ligger i länet Zagrebs län, i den norra delen av landet, 12 km nordväst om huvudstaden Zagreb. Jablanovec ligger 192 meter över havet och antalet invånare är 1 350.
Terrängen runt Jablanovec är kuperad åt sydost, men åt nordväst är den platt. Runt Jablanovec är det ganska glesbefolkat, med 24 invånare per kvadratkilometer. Närmaste större samhälle är Zagreb - Centar, 11,8 km sydost om Jablanovec. I omgivningarna runt Jablanovec växer i huvudsak lövfällande lövskog.